# Liste der Lieder von Beyoncé
Diese Liste umfasst sämtliche von der Sängerin Beyoncé veröffentlichten Lieder.

## Veröffentlichte Songs
Dies ist eine chronologische Liste der veröffentlichten Songs der US-amerikanischen R&B-Sängerin Beyoncé.

### 2002
- Work It Out

### 2003–2005
- Baby Boy (feat. Sean Paul)
- Be with You
- Beyoncé Interlude
- Check on It (feat. Slim Thug und Bun B.)
- Crazy in Love (feat. Jay-Z)
- Daddy
- Dangerously in Love 2
- Fever
- Gift from Virgo
- Hip Hop Star (feat. Big Boi und Sleepy Brown)
- I Can’t Take No More
- I’m Leaving
- Intro/Outro
- Keep Giving Your Love to Me
- Me, Myself and I
- My First Time
- Naughty Girl
- Sexuality
- Sexy Lil Thug (Coverversion von 50 Cents Hit In Da Club)
- Signs (feat. Missy Elliott)
- Speechless
- Summertime (feat. P. Diddy)
- That’s How You Like It (feat. Jay-Z)
- The Closer I Get To You (Duett mit Luther Vandross)
- What’s It Gonna Be
- Wishing on a Star  + (The Neptunes Version)
- Yes

### 2006–2007
- Amor Gitano (mit Alejandro Fernández)
- A Woman Like Me (Soundtrack von Pink Panter)
- Back Up
- Beautiful Liar(mit Shakira) /Bello Embustero
- Creole
- Déjà Vu (feat. Jay-Z)
- Encore for the Fans
- Flaws and All
- Freakum Dress
- Get Me Bodied + Extended Mix
- Green Light
- If
- Irreplaceable /Irreemplazable
- Kitty Kat
- Listen /Oye
- Lost Yo Mind
- One Night Only
- Resentment
- Ring the Alarm
- Still in Love (Kissing You)
- Suga Mama
- Upgrade U (feat. Jay-Z)
- Welcome to Hollywood
- World Wide Woman

### 2008–2009
- At Last
- Ave Maria
- Broken-Hearted Girl
- Disappear
- Diva
- Ego + (Remix feat. Kanye West)
- Halo
- Hello
- Honesty
- If I Were a Boy / Si Yo Fuera Un Chico
- Poison
- Radio
- Save the Hero
- Satellites
- Scared of Lonely
- Sing a Song
- Single Ladies (Put a Ring on It)
- Smash into You
- Sweet Dreams
- That’s Why You’re Beautiful
- Video Phone + (Extended Remix feat. Lady Gaga)
- Why Don’t You Love Me

### 2010–2011
- 1+1
- Best Thing I Never Had
- Countdown
- End of Time
- Fever (2010 Remake für Knowles Parfüm Heat) [1][2][3]
- I Care
- I Miss You
- I Was Here
- Lift Off (Jay-Z & Kanye West feat. Beyoncé)
- Love on Top
- Move Your Body[4]
- Party (feat. André 3000)
- Rather Die Young
- Run the World (Girls)
- Start Over
- Wishing on a Star[5]

### 2013
- Blow
- Blue (feat. Blue Ivy)
- Drunk in Love (feat. Jay-Z)
- Flawless (feat. Chimamanda Ngozi Adichie)
- Haunted
- Heaven
- Jealous
- Mine (feat. Drake)
- No Angel
- Partition
- Pretty Hurts
- Rocket
- Superpower (feat. Frank Ocean)
- XO
- Grown Woman

### 2014
- 7/11
- Flawless Remix (feat. Nicki Minaj)
- Drunk In Love Remix (feat. Jay-Z & Kanye West)
- Ring Off
- Blow Remix (feat. Pharrell Williams)
- Standing On The Sun Remix (feat. Mr. Vegas)

### 2016
- Formation
- Pray You Catch Me
- Hold Up
- Don’t Hurt Yourself (feat. Jack White)
- Sorry
- 6 Inch (feat. The Weeknd)
- Daddy Lessons
- Love Drought
- Sandcastles
- Forward (feat. James Blake)
- Freedom (feat. Kendrick Lamar)

## Unveröffentlichte Songs

### 1998–2007
- 632-5792 (aufgenommen im Alter von Zehn)
- Have Your Way (mit Kelly Rowland)
- (He’s) My Man
- In This World
- What’s Good With You? (feat. Foxy Brown)

### 2008
- I’m Alone Now (I Am … Sasha Fierce Outtake)
- Kick Him Out (Next Ex)[6] (B’Day Outtake)(Produziert von Stargate)
- New Shoes (Postcard)[7] (B’Day Outtake)(Produziert von Stargate)
- Settle 4 U[8] (Dangerously in Love Outtake)(Produziert von Missy Elliott)
- Should Have (Now I Know)/Forever to Bleed[9]
- Stop Sign[8](geschrieben und Produziert von Chris Cornell)[10]

### 2009
- Black Culture[11] (Samplet Don’t Stop ’til You Get Enough)
- Control[12] (I Am … Sasha Fierce Outtake)(Produziert von Stargate)
- Roc (I Am … Sasha Fierce Outtake)(Produziert von Stargate)
- Ice Cream Truck[13] (Dangerously in Love Outtake)
- Slow Love[14] (I Am … Sasha Fierce Outtake)(Produziert von Stargate)
- Waiting[11] (Geschrieben von Ne-Yo; produziert von Stargate)

### 2010
- Baby You’re The Only Man (Dangerously in Love Outtake)[15]

## Weitere Songs
2006–2007
- Beat My Drum[16]
- My Body[17]

2008
- Baker[18]
- Sometimes It Hurts[18]

### Demoaufnahmen
- Angel (von Kelly Rowland)
- Beautiful Nightmare (wurde später zu Sweet Dreams auf I Am … Sasha Fierce)
- U Love Me[19]

## Andere Songs

### Kollaborationen
1999 auf Missy Elliotts Da Real World
- Crazy Feelings

2000 auf Amils All Money Is Legal:
- I Got That

2002 auf Missy Elliotts Under Construction
- Nothing out There for Me

2002 auf Jay-Zs The Blueprint²: The Gift & The Curse:
- ’03 Bonnie & Clyde

2003 mit Missy Elliott, MC Lyte und Free auf The Fighting Temptations OST:
- Fighting Temptation

2003 mit Da Brat auf Solanges Solo Star:
- Naive

2003 auf IAMs Revoir un Printemps:
- Bienvenue

2003 Terroranschläge 2001 Inspiration Promo:
- What More Can I Give

2005 auf So Amazing: An All-Star Tribute to Luther Vandross mit Stevie Wonder:
- So Amazing

2007 auf Justin Timberlakes FutureSex/LoveSounds
- Until the End of Time

2008 mit Lil Wayne auf Ushers Here I Stand:
- Love in This Club, Pt. II

2008 Artists Stand Up to Cancer:
- Just Stand Up!

2009 auf Jay-Zs The Blueprint 3
- Venus vs. Mars

2009 auf Lady Gagas The Fame Monster:
- Telephone

2009 auf Alicia Keys The Element of Freedom
- Put It in a Love Song

2010 auf Young Jeezys Thug Motivation 103
- Mama Told Me[20]

2010 See Me Now von Kanye West
2017 auf Eminems Revival
- Walk on Water

### Soundtrack Songs
2002 – Carmen: A Hip Hopera und Austin Powers in Goldmember
- Cards Never Lie (feat. Wyclef)
- Hey Goldmember
- If Looks Could Kill
- Seduction (feat. Mekhi Phifer)
- Stop That!
- Work It Out

2008 – Cadillac Records
- All I Could Do Was Cry
- At Last
- I’d Rather Go Blind
- Once in a Lifetime
- Trust in Me

2006 – Dreamgirls
- Cadillac Car
- Dreamgirls
- Fake Your Way to the Top
- Family
- Hard To Say Goodbye
- Heavy
- I’m Somebody
- I Want You Baby
- Listen
- Lorrell Loves Jimmy"/"Family (Reprise)
- Love Love Me Baby
- Move
- One Night Only
- Step On Over
- Steppin’ to the Bad Side
- When I First Saw You

### TV Songs
- 2001 – Pepsi’s Carmen – Pepsi Werbung.[21]
- 2004 – We Will Rock You (Coverversion von Queen) (mit P!nk und Britney Spears) – Pepsi commercial, included on various artists’ Pepsi Music 2004 CD.[22]
- 2007 – Diamonds – Emporio Armani Diamonds Werbung.[23]
- 2009 – Fever – Heat Parfüm Werbung.[24]

## Coverversionen

### Aufgenommenes Material
- 2003/2010 – Fever – (im Original von Little Willie John) aufgenommen für ihren Film The Fighting Temptations und für ihre Heat Parfüm Werbung.[25]
- 2003 – The Closer I Get to You – (im Original von Roberta Flack & Donny Hathaway) aufgenommen für Dangerously in Love mit Luther Vandross.
- 2004 – Wishing on a Star – (im Original von Rose Royce) aufgenommen für Beyoncé: Live at Wembley und Speak My Mind Mixtape mit einem Remix für den Roll Bounce Soundtrack.
- 2005 – In This World – (im Original I’m Glad There Is You).
- 2006 – One Night Only – (im Original von Dreamgirls) aufgenommen für den Dreamgirls Film.
- 2007 – Diamonds Are a Girl’s Best Friend – (Im Original von Marilyn Monroe) aufgenommen um für Emporio Armani Diamonds zu promoten.
- 2008 – At Last – (im Original von Glen Miller) aufgenommen für ihren Film Cadillac Records.
- 2008 – Proud to be an American – (im Original von Lee Greenwood) aufgenommen für Promotion.[26]
- 2009 – Honesty – (im Original von Billy Joel) aufgenommen für die I Am... Sasha Fierce Platinum Edition.

### Gesampleltes Material
Dangerously in Love
- Crazy in Love – samplet Are You My Woman (Tell Me So) von Chi-Lites
- Naughty Girl – samplet Love To Love You Baby von Donna Summer
- Baby Boy – samplet No Fear von O.G.C.
- Be with You – samplet I'd Rather Be With You von Bootsy’s Rubber Band, Ain’t Nothing I Can Do von Tyrone Davis und Strawberry Letter 23 von The Brothers Johnson
- That’s How You Like It – samplet I Like It von DeBarge
- Gift from Virgo – samplet Rainy Day von Shuggie Otis
- Daddy – samplet So Emotional von Whitney Houston
- ’03 Bonnie & Clyde – samplet If I Was Your Girlfriend von Prince und Me and My Girlfriend von 2Pac
- What’s It Gonna Be – samplet Do It Roger von Zapp

B’Day
- Suga Mama – samplet Searching for Soul von Jake Wade und the Soul Searchers.
- Upgrade U – samplet Girls Can’t Do What the Guys Do (And Still be a Lady) von Betty Wright.
- Resentment – samplet Think von Curtis Mayfield.

Andere Songs
- Black Culture – samplet Don’t Stop ’Til You Get Enough von Michael Jackson

### Livesongs
2007 auf der The Beyoncé Experience Tour:
- Crazy – von Gnarls Barkley
- He Loves Me (Lyzel in E Flat) – von Jill Scott
- Crank That (Soulja Boy) – von Soulja Boy

2009/2010 auf der I Am … Tour:
- I Just Wanna Love U (Give It 2 Me) – von Jay-Z
- Let Me Clear My Throat – von DJ Kool
- Pass the Peas – von The J.B.'s
- Angel – von Sarah McLachlan
- You Oughta Know – von Alanis Morissette
- You Don’t Love Me (No, No, No)
- At Last
- Shout – von The Isley Brothers

2009 auf I Am... Yours:
- I Wanna be Where You Are – von Michael Jackson
- Sweet Love – von Anita Baker
- It Don’t Mean a Thing (If It Ain’t Got That Swing)
- The Beautiful Ones – von Prince